# Cantone di Quilanga
Il Cantone di Quilanga è un cantone dell'Ecuador che si trova nella Provincia di Loja.
Il capoluogo del cantone è Quilanga.